# Amy Sedaris
Amy Louise Sedaris (Endicott, Nueva York; 29 de marzo de 1961) es una actriz, autora, y cómica estadounidense conocida como Jerri Blank en Strangers with Candy.

## Biografía
Nació en Endicott y creció en Raleigh, Carolina del Norte. Tiene raíces griegas por parte paterna y anglo-estadounidenses por parte materna.

## Carrera artística

### TV
Sedaris debutó en 1995 en la pequeña pantalla tiempo después de actuar en los teatros de Chicago: Second City y Annoyance Theatre Group. Su primera participación fue en el programa de sketches de Comedy Central Exit 57.
A comienzos de 1999 obtuvo el papel de Jerri Blank para Strangers with Candy.[cita requerida] El programa estuvo en antena tres años y tuvo una adaptación cinematográfica.[cita requerida]
Ha realizado cameos en varias series como:The Good Wife, Rescue Me, Monk, Wonder Showzen, Just Shoot Me!, Sex and the City, My Name Is Earl, The Closer, The Middle, The New Adventures of Old Christine, Raising Hope, Sesame Street y Unbreakable Kimmy Schmidt.[cita requerida]
En cuanto a talk shows, ha aparecido en Late Show with David Letterman, Late Night with Conan O'Brien, y Jimmy Kimmel Live entre otros.[cita requerida]
En 2007 participó en el videoclip de Dolly Parton: Better Get to Livin'.
En 2008 empezaría a trabajar en su propia sitcom producida por 20th Century Fox, y al año siguiente colaboró como narradora en el programa especial de PBS: Make 'Em Laugh: The Funny Business of America.
A primeros de 2010 pasó a formar parte del elenco secundario en las series The Drunk and On Drugs Happy Fun Time Hour.
En 2013 actuó en ocho capítulos de la serie Alpha House donde interpretó a Louise Laffer.

### Filmografía
Sedaris ha tenido varios papeles en numerosas películas, entre las que se encuentran: Elf, School of Rock, Maid in Manhattan, Bewitched, Snow Angels, Full Grown Men, Old Dogs, Shrek tercero, Chicken Little, El Gato con Botas y recientemente en El Libro de Boba Fett y en El Mandaloriano entre otras producciones.

### Otras obras
Aparte de la interpretación, ha trabajado como novelista. Es coautora de la novela Wigfield junto con Paul Dinello y Stephen Colbert. Tiene también un espacio como columnista en la revista The Believer. Como autora principal ha escrito I Like You: Hospitality Under the Influence en 2012 y Simple Times: Crafts for Poor People.